# Santy Montemayor Castillo
Santy Montemayor Castillo (Ciudad de México, 26 de agosto de 1976) es una política mexicana, miembro del Partido Verde Ecologista de México (PVEM). Ha sido diputada al Congreso de Quintana Roo y diputada federal a partir de 2021.

## Biografía
Es licenciada en Arquitectura por la Universidad La Salle Cancún. Entre enero y febrero de 2005 últimos meses de la administración de Carlos Canabal Ruiz como presidente municipal de Benito Juárez fue directora general de Desarrollo Urbano del ayuntamiento, y a partir de abril del mismo año, al asumir como presidente municipal Francisco Alor Quezada, es nombrada directora de Planeación y Normatividad Urbana de la dirección general de Desarrollo Urbano del ayuntamiento y permaneció hasta octubre de 2006.
De 2006 a 2011 fue delegada en la zona norte de Quintana Roo del Instituto del Patrimonio Inmobiliario de la Administración Pública (IPAE). En las elecciones de 2016 fue candidata de la coalición del Partido Revolucionario Institucional (PRI), el PVEM y el Partido Nueva Alianza a diputada por el distrito 3 local. Fue elegida a la XV Legislatura del Congreso del Estado de Quintana Roo de dicho año a 2019, en ella fue presidenta de la comisión de Medio Ambiente y Cambio Climático; y vocal de las comisiones de Trabajo y Previsión Social; y, de Puntos Legislativos y Técnica Parlamentaria.
En 2021 fue postulada por el PVEM como candidata a diputada federal por el principio de representación proporcional, un resolutivo del Tribunal Electoral del Poder Judicial de la Federación para garantizar la paridad de género en la integración de la Cámara de Diputados le otorgó la elección a la LXV Legislatura que concluirá en 2024. En esta legislatura es secretaria de la comisión de Movilidad; e integrante de las comisiones de Medio Ambiente y Recursos Naturales; de Turismo; y, de Cambio Climático y Sostenibilidad.